# Élections européennes de 2019 au Portugal
Les élections européennes de 2019 au Portugal sont les élections des députés de la neuvième législature du Parlement européen, qui se déroulent du 23 mai au 26 mai 2019 dans tous les États membres de l'Union européenne, dont le Portugal où elles auront lieu le dimanche 26 mai.

## Contexte
Au niveau européen, le scrutin intervient dans un contexte inédit. La mandature 2014-2019 a en effet vu intervenir plusieurs événements susceptibles d'influer durablement sur la situation politique européenne, comme le référendum sur l'appartenance du Royaume-Uni à l'Union européenne en 2016, l'arrivée ou la reconduction au pouvoir dans plusieurs pays de gouvernements eurosceptiques et populistes (en Hongrie en 2014, en Pologne en 2015, en Autriche en 2017 et en Italie en 2018) et l'adoption de l'Accord de Paris sur le climat en 2015. Les élections interviennent alors que la Commission européenne est présidée depuis 15 ans par le Parti populaire européen (PPE) ; la Commission sortante, présidée par Jean-Claude Juncker, rassemble des membres du PPE, de l'Alliance des libéraux et des démocrates pour l'Europe et du Parti socialiste européen.
Au Portugal, les élections européennes de 2014 avaient vu un fort recul des deux partis de droite réunis dans l'Alliance Portugal. Ce recul avait permis au Parti socialiste de récupérer sa première place perdue lors des élections de 2009. Les élections européennes de 2019 se déroulent dans un contexte où le Parti socialiste domine les sondages pour les prochaines législatives après avoir dominé les dernières élections municipales d'octobre 2017.

## Mode de scrutin
Les députés européens portugais sont élus au scrutin de liste proportionnel dans une circonscription unique et sans seuil éliminatoire, les sièges étant répartis suivant la méthode d'Hondt.
Lors de ces élections peuvent voter et se porter candidat :
- Les citoyens de l'Union européenne âgés de 18 ans ou plus au jour du scrutin, résidant au Portugal et inscrit sur les listes électorales.
- Les citoyens portugais âgés de 18 ans ou plus au jour du scrutin, résidant en dehors du Portugal et inscrits sur les listes électorales[3].

## Campagne

### Principaux partis
| Parti | Parti                                 | Positionnement et idéologie                                | Tête de liste           | Parti européen    | Députés sortants | Députés sortants |
| Parti | Parti                                 | Positionnement et idéologie                                | Tête de liste           | Parti européen    | Nombre           | Groupe politique |
| ----- | ------------------------------------- | ---------------------------------------------------------- | ----------------------- | ----------------- | ---------------- | ---------------- |
|       | Parti socialiste (PS)                 | Centre gauche Social-démocratie                            | Pedro Marques           | PSE               | 8 / 21           | S&D              |
|       | Parti social-démocrate (PSD)          | Centre droit Libéral-conservatisme, démocratie chrétienne  | Paulo Rangel            | PPE               | 6 / 21           | PPE              |
|       | Coalition démocratique unitaire (CDU) | Gauche radicale Communisme, écosocialisme                  | João Ferreira           | PEV : PVE PCP : - | 3 / 21           | GUE/NGL          |
|       | CDS – Parti populaire (CDS-PP)        | Centre droit à droite Conservatisme, démocratie chrétienne | Nuno Melo               | PPE               | 1 / 21           | PPE              |
|       | Bloc de gauche (BE)                   | Gauche radicale Socialisme démocratique, écosocialsme      | Marisa Matias           | PGE               | 1 / 21           | GUE/NGL          |
|       | Parti démocrate républicain (PDR)     | Centre à centre gauche Libéralisme, social-libéralisme     | António Marinho e Pinto | PDE               | 1 / 21           | ADLE             |

### Sondages
| Sondeur           | Date           | BE     | CDU    | PS     | PAN   | A     | PSD    | CDS-PP | Autres |
| ----------------- | -------------- | ------ | ------ | ------ | ----- | ----- | ------ | ------ | ------ |
| Sondeur           | Date           |        |        |        |       |       |        |        |        |
| Eurosondagem      | 22 mai 2019    | 6,9 %  | 7,6 %  | 35,5 % | 2,5 % | 2,5 % | 25,5 % | 7,0 %  | 12,5 % |
| Aximage           | 20 mai 2019    | 11,4 % | 9,3 %  | 32,5 % | 1,4 % | 2,5 % | 25,4 % | 6,8 %  | 10,7 % |
| Pitagórica        | 19 mai 2019    | 12,9 % | 7,1 %  | 32,4 % | 3,3 % | 1,2 % | 24,8 % | 6,7 %  | 11,6 % |
| CESOP–UCP         | 19 mai 2019    | 9,0 %  | 8,0 %  | 33,0 % | 3,0 % | 3,0 % | 23,0 % | 8,0 %  | 13,0 % |
| GfK/Metris        | 12 mai 2019    | 9,0 %  | 8,0 %  | 36,0 % | 2,0 % | --    | 28,0 % | 8,0 %  | 9,0 %  |
| GfK/Metris        | 3 mai 2019     | 8,0 %  | 9,0 %  | 34,0 % | 3,0 % | --    | 28,0 % | 9,0 %  | 9,0 %  |
| Eurosondagem      | 2 mai 2019     | 7,1 %  | 8,1 %  | 34,0 % | 3,3 % | 3,3 % | 27,1 % | 7,1 %  | 10,0 % |
| Aximage           | 16 avril 2019  | 8,3 %  | 8,4 %  | 31,7 % | 1,3 % | 1,3 % | 29,0 % | 7,7 %  | 12,3 % |
| Pitagórica        | 13 avril 2019  | 11,3 % | 6,5 %  | 30,3 % | --    | --    | 28,0 % | 7,6 %  | 16,3 % |
| Aximage           | 1er avril 2019 | 8,0 %  | 9,4 %  | 33,6 % | 1,3 % | 1,3 % | 31,1 % | 6,8 %  | 8,5 %  |
| Élections de 2014 | 25 mai 2014    | 4,6 %  | 12,7 % | 31,5 % | 1,7 % | /     | 27,7 % | 27,7 % | 21,8 % |

## Résultats
| Parti ou coalition      | Parti ou coalition                                 | Voix       | %     | +/-  | Sièges | +/-           | Groupe    |
| ----------------------- | -------------------------------------------------- | ---------- | ----- | ---- | ------ | ------------- | --------- |
|                         | Parti socialiste (PS)                              | 1 106 328  | 33,38 | 1,91 | 9      | 1             | S&D       |
|                         | Parti social-démocrate (PSD)                       | 727 224    | 21,94 | 5,77 | 6      | en stagnation | PPE       |
|                         | Bloc de gauche (BE)                                | 325 533    | 9,82  | 5,26 | 2      | 1             | GUE/NGL   |
|                         | Coalition démocratique unitaire (CDU)              | 228 156    | 6,88  | 5,80 | 2      | 1             | GUE/NGL   |
|                         | CDS – Parti populaire (CDS-PP)                     | 205 106    | 6,19  | Nv.  | 1      | en stagnation | PPE       |
|                         | Personnes–Animaux–Nature (PAN)                     | 168 501    | 5,08  | 3,36 | 1      | 1             | Verts/ALE |
|                         | Alliance                                           | 61 753     | 1,86  | Nv.  | 0      | -             |           |
|                         | LIBRE                                              | 60 575     | 1,83  | 0,35 | 0      | en stagnation |           |
|                         | Coalition « Basta! » (PPM - PPV/CDC - Chega)       | 49 496     | 1,49  | 0,58 | 0      | en stagnation |           |
|                         | Nous, les citoyens ! (NC)                          | 34 672     | 1,05  | Nv.  | 0      | -             |           |
|                         | Initiative libérale (IL)                           | 29 120     | 0,88  | Nv.  | 0      | en stagnation |           |
|                         | Parti communiste des travailleurs portugais (PCTP) | 27 223     | 0,82  | 0,84 | 0      | en stagnation |           |
|                         | Parti national rénovateur (PNR)                    | 16 165     | 0,49  | 0,03 | 0      | en stagnation |           |
|                         | Parti démocrate républicain (PDR)                  | 15 790     | 0,48  | Nv.  | 0      | -             |           |
|                         | Parti uni des retraités (PURP)                     | 13 582     | 0,41  | Nv.  | 0      | -             |           |
|                         | Parti travailliste portugais (PTP)                 | 8 640      | 0,26  | 0,43 | 0      | en stagnation |           |
|                         | Mouvement Alternative socialiste (MAS)             | 6 641      | 0,20  | 0,18 | 0      | en stagnation |           |
|                         |                                                    |            |       |      |        |               |           |
| Votes valides           | Votes valides                                      | 3 084 505  | 93,07 |      |        |               |           |
| Votes blancs            | Votes blancs                                       | 140 949    | 4,25  |      |        |               |           |
| Votes nuls              | Votes nuls                                         | 88 960     | 2,68  |      |        |               |           |
| Total                   | Total                                              | 3 314 414  | 100   | -    | 21     | en stagnation | -         |
| Abstentions             | Abstentions                                        | 7 471 654  | 69,27 |      |        |               |           |
| Inscrits/ Participation | Inscrits/ Participation                            | 10 786 068 | 30,73 |      |        |               |           |